# 소안초등학교 (경기)
소안초등학교는 대한민국 경기도 부천시 소사구에 있는 공립 초등학교이고, 2006년 6월 1일에 처음 개교되었다.

## 학교 연혁
- 2006년 6월 1일: 개교

## 참고 자료
- 소안초등학교 - 한국교육학술정보원 학교알리미